# Carl Püchler
Carl Püchler (13 mai 1894 à Bad Warmbrunn, arrondissement d'Hirschberg-des-Monts-des-Géants - 5 février 1949 à Heilbronn) est un General der Infanterie allemand qui a servi au sein de la Wehrmacht pendant la Seconde Guerre mondiale.
Il a été récipiendaire de la croix de chevalier de la Croix de fer. Cette décoration est attribuée pour récompenser un acte d'une extrême bravoure sur le champ de bataille ou un commandement militaire avec succès.

## Biographie
Carl Püchler s'engage à l'automne 1913 dans l'armée impériale en tant que porte-drapeau. Il rejoint alors le 17e bataillon du génie, avec lequel il se rend au front lorsque la Première Guerre mondiale éclate.

## Décorations
- Croix de fer (1914)
  - 2e Classe
  - 1re Classe
- Insigne des blessés (1914)
  - en Noir
- Croix d'honneur
- Agrafe de la Croix de fer (1939)
  - 2e Classe
  - 1re Classe
- Insigne de combat d'infanterie
- Médaille du Front de l'Est
- Agrafe de la liste de l'armée (16 février 1942)
- Croix allemande en Or (7 août 1943)
- Croix de chevalier de la Croix de fer
  - Croix de chevalier le 20 décembre 1941 en tant que Oberst et commandant du Infanterie-Regiment 228[1]